# Westland Whirlwind (máy bay tiêm kích)
Westland Whirlwind là một loại máy bay tiêm kích hạng nặng hai động cơ của Anh, do hãng Westland Aircraft phát triển. Nó là máy bay tiêm kích đầu tiên của Không quân Hoàng gia (RAF) trang bị pháo, hai động cơ, một chỗ, cùng thời với Supermarine Spitfire và Hawker Hurricane. Whirlwind là một trong những chiếc máy bay nhanh nhất trong biên chế không quân các nước khi nó bay lần đầu vào cuối thập niên 1930, và nó vũ trang mạnh hơn so với các loại máy bay tương đương khác. Tuy nhiên, các vấn đề liên quan tới việc chậm trễ trong việc phát triển động cơ danh cho Whirlwind là Rolls-Royce Peregrine đã làm chậm toàn bộ đề án và chỉ một số Whirlwind được chế tạo. Trong Chiến tranh thế giới II, chỉ có 2 phi đoàn RAF được trang bị máy bay Whirlwind, mặc dù thành công trong nhiệm vụ tiêm kích-bom, nhưng nó vẫn bị thải loại vào nằm 1943.

## Biến thể
Mẫu thử P.9
Mẫu thử máy bay tiêm kích hai động cơ một chỗ. 2 chiếc được chế tạo (L6844 và L6845).
Whirlwind Mk I
Phiên bản tiêm kích hai động cơ một chỗ ngồi. 400 chiếc được đặt mua, 2 mẫu thử và 114 máy bay được chế tạo, tổng cộng là 116 chiếc.
Whirlwind Mk II
Phiên bản tiêm kích-bom hai động cơ một chỗ, mang bom dưới cánh, có biệt danh là "Whirlibombers". Ít nhất 67 chiếc được hoán cải từ phiên bản Mk I.

## Quốc gia sử dụng
Anh Quốc
- Không quân Hoàng gia

## Tính năng kỹ chiến thuật (Whirlwind Mk I)

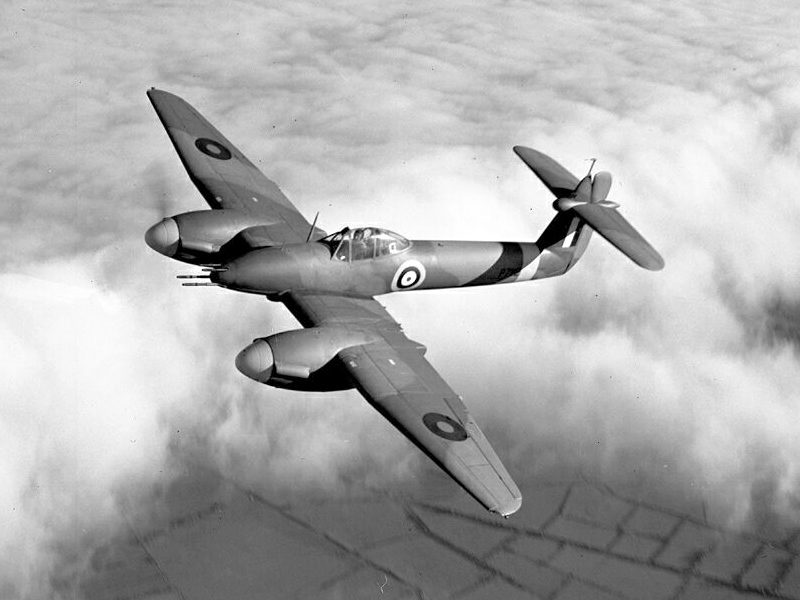
Phi công thử nghiệm trưởng của Westland, Harald Penrose bay chiếc Whirlwinds P7110 sản xuất cuối cùng.

Petter's Nine-Day Wonder

### Đặc điểm riêng
- Tổ lái: 1
- Chiều dài: 32 ft 3 in (9,83 m)
- Sải cánh: 45 ft 0 in (13,72 m)
- Chiều cao: 11 ft 0 in (3,35 m)
- Diện tích cánh: 250 ft² (23,2 m²)
- Trọng lượng rỗng: 8.310 lb (3.777 kg)
- Trọng lượng có tải: 10.356 lb (4.707 kg)
- Trọng lượng cất cánh tối đa: 11.445 lb (5.202 kg)
- Động cơ: 2 × Rolls-Royce Peregrine I, 885 hp (660 kW) mỗi chiếc

### Hiệu suất bay
- Vận tốc cực đại: 360 mph (313 knots, 580 km/h)
- Tầm bay: 800 mi[2] (696 nmi, 1,288 km)[3]
- Trần bay: 30.300 ft (9.240 m)

### Vũ khí
- 4x khẩu pháo Hispano 20 mm
- 2 quả bom 250 lb (115 kg) hoặc 1 quả 500 lb (230 kg)